# حنقلان إسفيني
حنقلان إسفيني (الاسم العلمي:Euryops cuneatus) هو نوع من النباتات يتبع جنس الحنقلان من الفصيلة النجمية.